# Mari Kvien Brunvoll
 (mai 2019).
Mari Kvien Brunvoll, née le 20 février 1984 à Molde en Norvège, est une chanteuse de musique folk et de jazz norvégienne. 

## Biographie
Elle est la fille de l'avocat Knut Anker Brunvoll et de la chanteuse de jazz et pianiste Inger Johanne Brunvoll. Elle est aussi la sœur cadette de l'autrice-compositrice-interprète Ane Brun et du photographe Bjørn Brunvoll.
En 2009, elle remporte le trophée Vital au Festival de Jazz International de Bergen, Nattjazz.
En 2010, elle est diplômée de la Grieg Academy.

## Discographie

### Albums solo
- 2012 : Mari Kvien Brunvoll (Jazzland)[1]

### Collaborations

#### AvecStein Urheim
- 2011 : Daydream Community EP - Stein & Mari (Jazzland)
- 2013 : Daydream Twin (Jazzland)
- 2015 : For Individuals Facing the Terror of Cosmic Loneliness (Jazzland)

#### Avec Building Instrument
- 2014 : Building Instrument (Hubro)
- 2016 : Kem Som Kan Å Leve (Hubro)
- 2018 : Mangelen Min (Hubro)

#### Avec With Kvien & Sommer
- 2015 : Weathering (Full Of Nothing)

#### Autres projets
- 2011 : Pressure (Grappa), avec Splashgirl
- 2012 : Valgets Kavaler (sueTunes), collectif (Stein Urheim)
- 2020 : Everywhere You Go (Back To Mine), collectif (Fatboy Slim)